# Zamek chłopski
Zamek chłopski – rodzaj zamku, który jednak nie pełnił na co dzień funkcji mieszkalnych, a służył lokalnej społeczności wiejskiej, która go budowała i utrzymywała, jako schronienie w razie niebezpieczeństwa. 

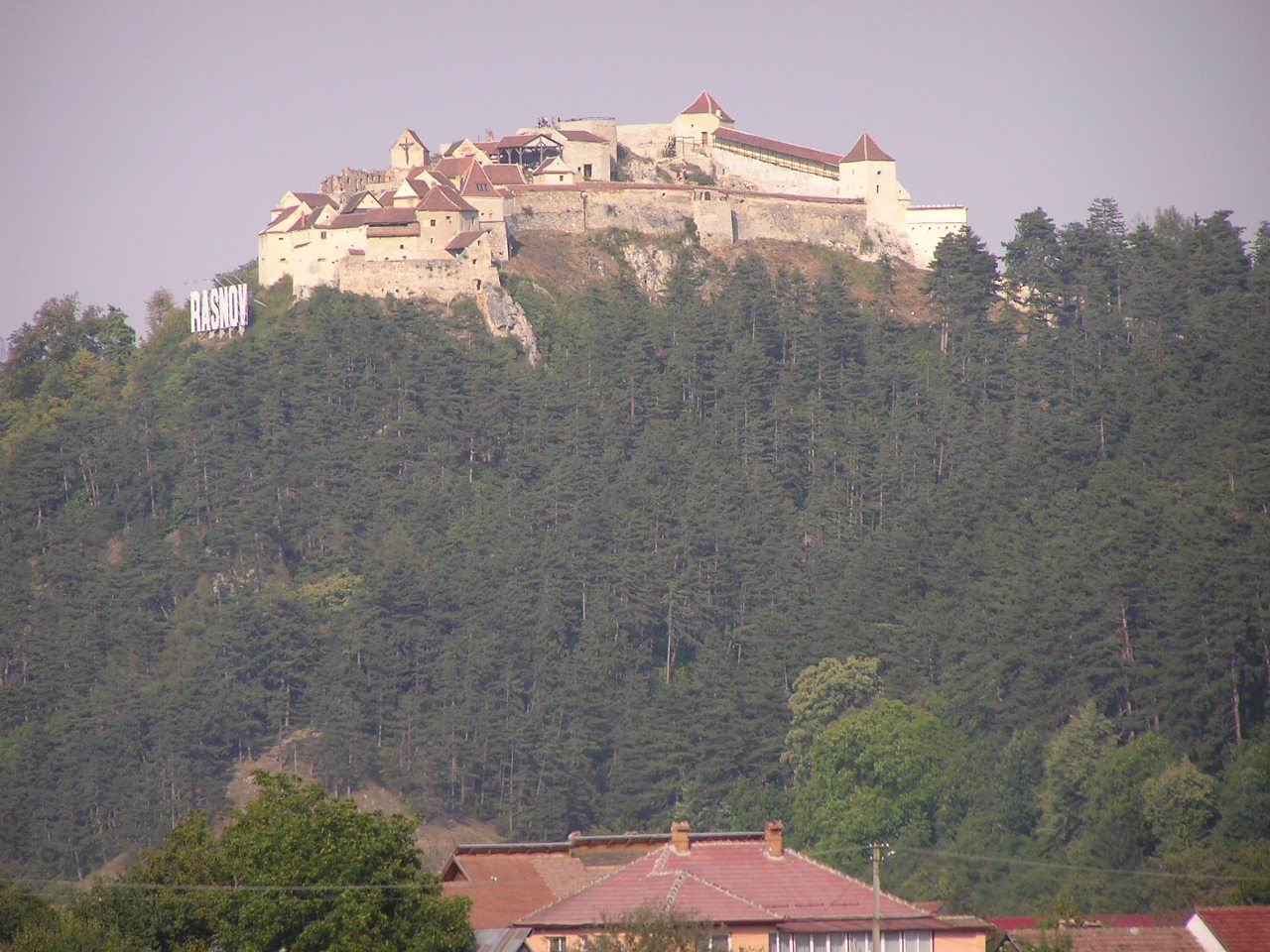
Zamek chłopski w Râșnovie

## Historia
Zamki chłopskie popularne były w średniowieczu na obszarze dzisiejszych Niemiec (głównie w Westfalii), gdzie jednak do dzisiaj dotrwały relikty tylko nielicznych. Zachowała się natomiast pewna liczba zamków chłopskich na terenie Siedmiogrodu, gdzie wznosili je (a niekiedy odkupywali od innych właścicieli i potem rozbudowywali) między XIII a XVI w. emigranci z terenów niemieckich, nazywani Sasami siedmiogrodzkimi. Do dzisiaj oglądać je można m.in. w Câlnic (wpisany wraz z całą wsią oraz sześcioma innymi wsiami, w których istnieją kościoły warowne na listę światowego dziedzictwa UNESCO w 1999 r.) czy Râșnov.

## Architektura
Charakter zamku chłopskiego, który służył społeczności wiejskiej i pełnił funkcje mieszkalne wyłącznie w czasie zagrożenia, decydował o jego konstrukcji. Nie było zatem w takich zespołach rezydencji mieszkalnych, choć czasami pojawiały się większe budowle (obok stołpu – np. szkoły gminne). Aby zapewnić ludziom schronienie (zazwyczaj mieszkańcom wsi, w której zamek się znajdował, czasem paru okolicznych), wewnątrz murów obronnych budowano bardzo liczne, niewielkie cele refugialne, które służyły chłopom jako miejsce pobytu oraz złożenia najcenniejszego dobytku. Nacisk położony był na rozbudowę fortyfikacji – rozrastały się one stopniowo przez stulecia, w sposób zupełnie nieplanowany (bez jednolitej koncepcji), zarówno wszerz (poprzez dodawanie kolejnych pierścieni murów czy dobudowywanie dodatkowych obronnych dziedzińców), jak i wzwyż (poprzez podnoszenie murów obronnych i budowanie nowych baszt). Budowle wyposażane były w kryte galerie, wykusze, hurdycje służące celom obronnym, otaczano je fosami. Zdawać by się mogło, że występował w nich wręcz nadmiar urządzeń obronnych, który mógłby w sprawnym odpieraniu natarcia przeszkadzać, warto jednak wskazać, że największe spośród zamków chłopskich czy kościołów warownych były bardzo rzadko zdobywane. 
Często rodzaj zamku chłopskiego stanowiły fortyfikacje budowane wokół kościołów, w których świątynie (wyposażone w różne obronne urządzenia) pełniły funkcję głównego elementu zespołu obronnego i ostatniego punktu oporu (zob. bardzo liczne kościoły warowne w Siedmiogrodzie), podobnie jak stołp w zamku. Zazwyczaj zamki mieściły się na wzgórzach poza wsią, zaś kościoły warowne w ich centrum, choć od tej reguły są wyjątki (np. zamek w Câlnic położony w dolinie w centrum wsi i kościół w Biertan wzniesiony na wzgórzu ponad wsią).

## Galeria

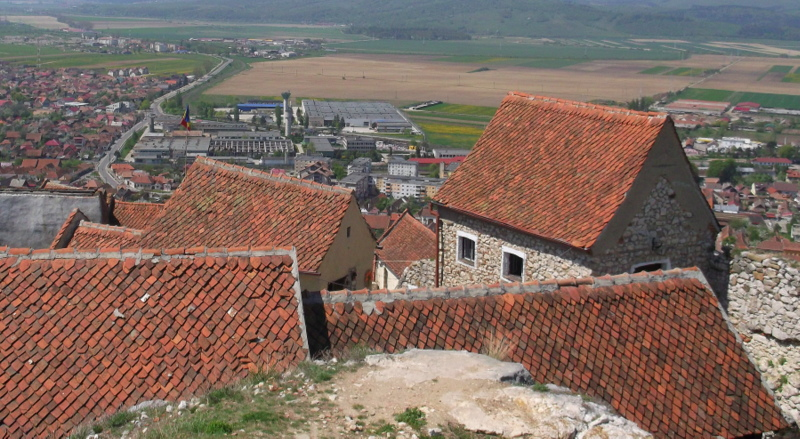
zabudowania zamku Râșnov
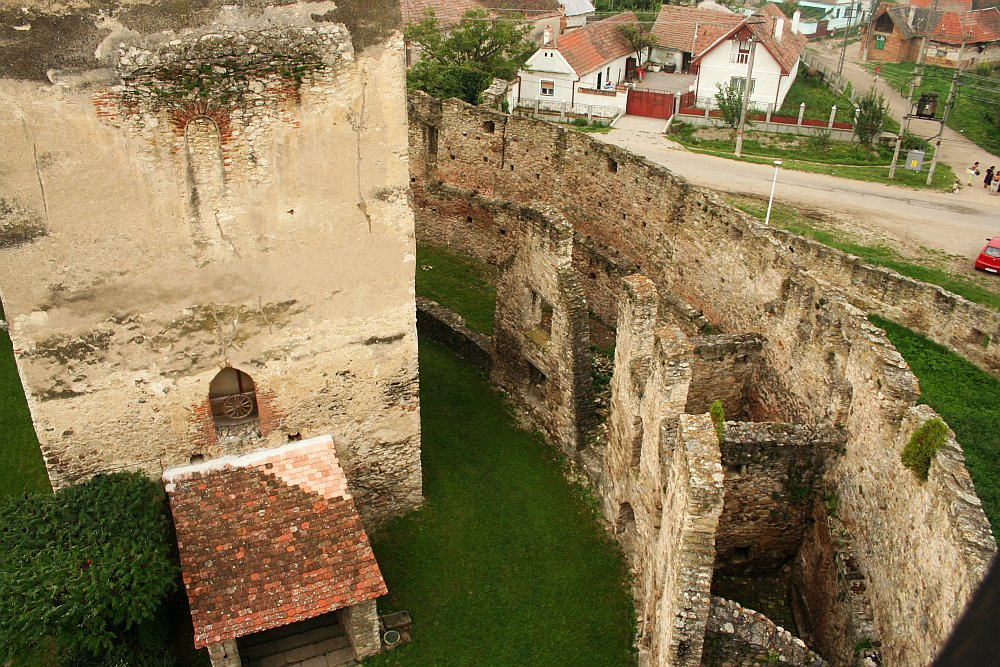
zamek Câlnic
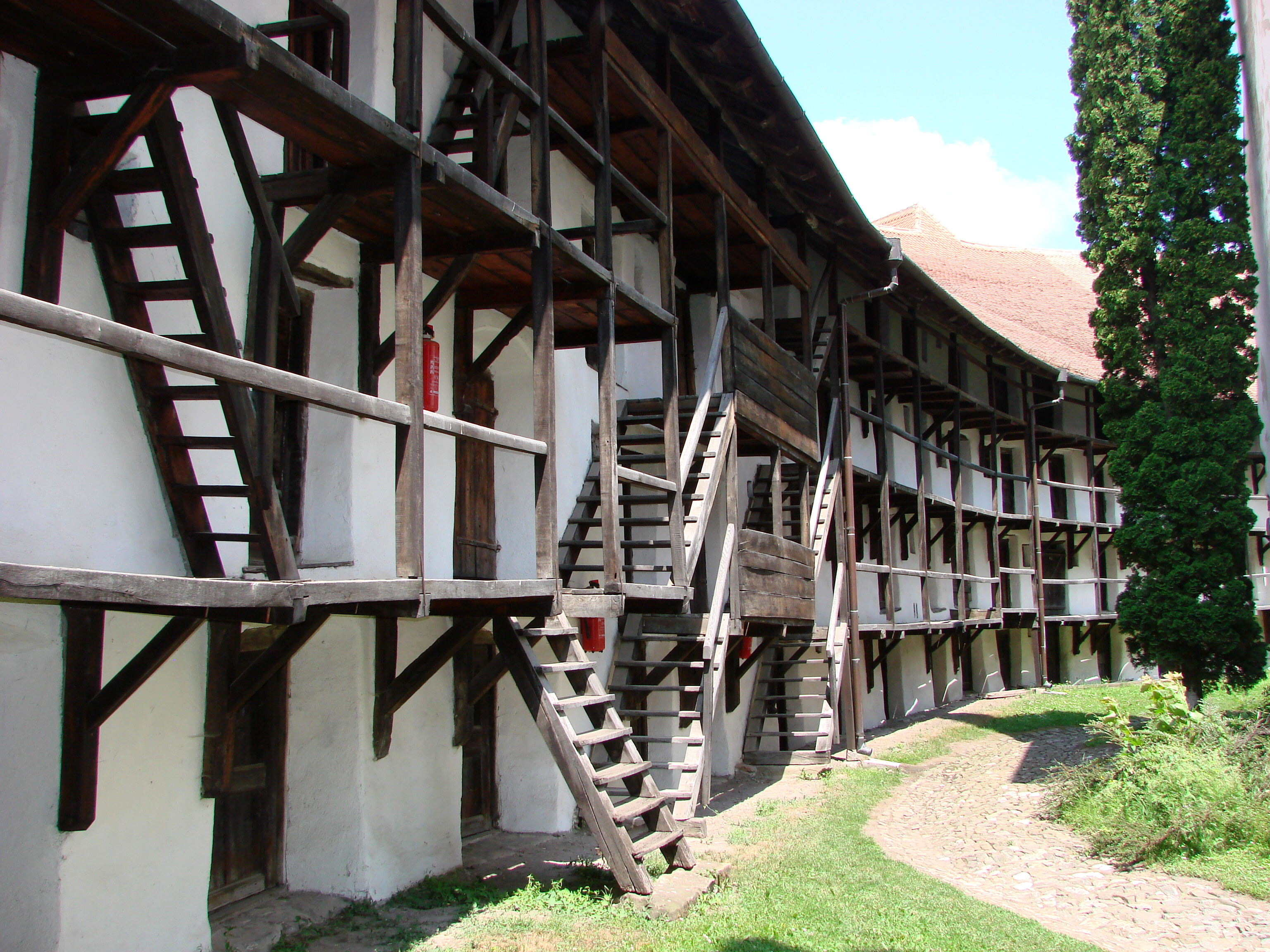
cele refugialne w Prejmer
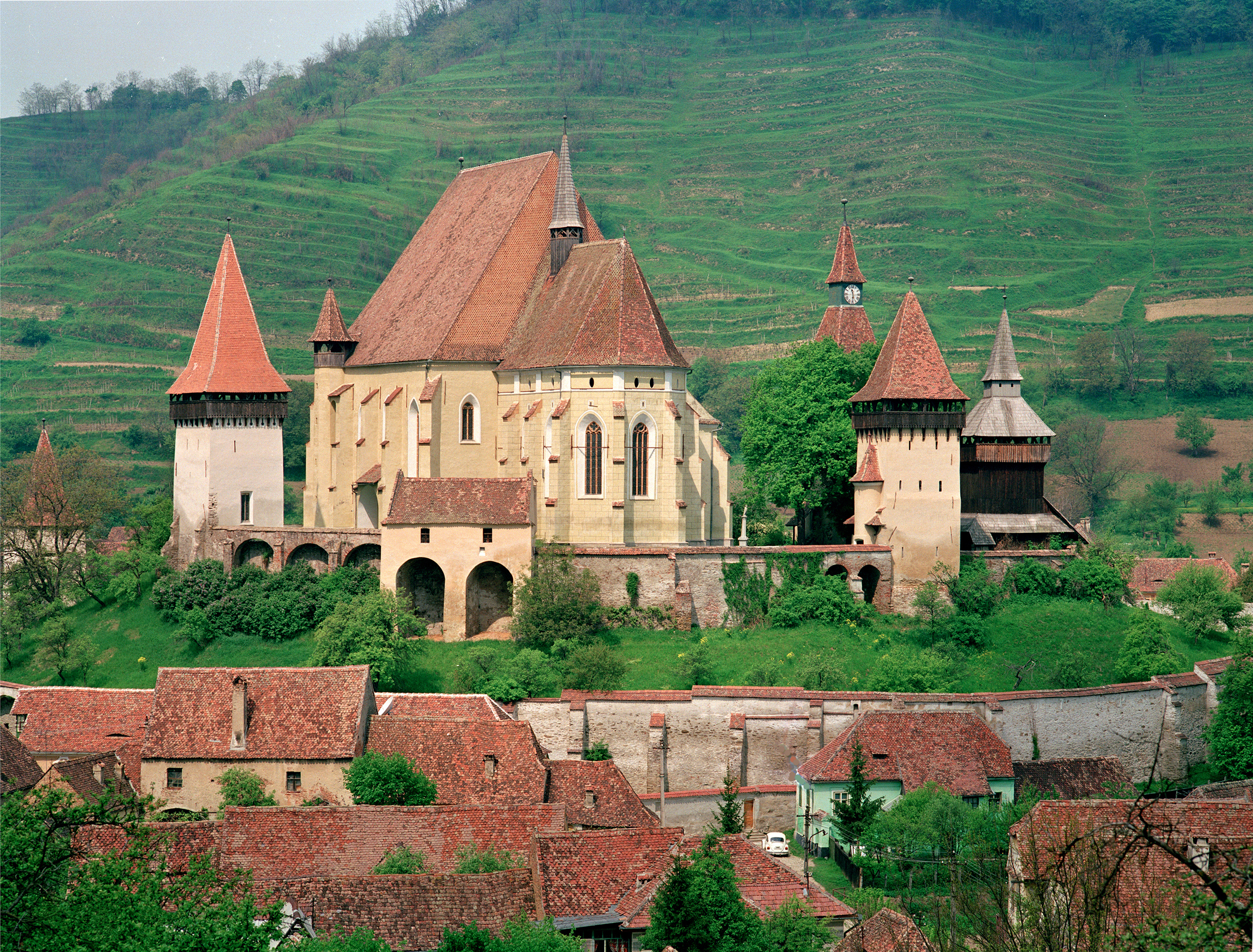
kościół warowny w Biertan

## Literatura
- Ryszard Brykowski, Tadeusz Chrzanowski, Marian Kornecki: Sztuka Rumunii. Wrocław – Warszawa – Kraków – Gdańsk: Zakład Narodowy imienia Ossolińskich Wydawnictwo, 1979, s. 116–118. ISBN 83-04-00121-7.
- Łukasz Galusek, Aleksandru Dumitru, Tomasz Poller: Transylwania. Twierdza rumuńskich Karpat. Kraków: Wydawnictwo Bezdroża, 2003, s. 86. ISBN 83-918869-0-5.
- Witold Korsak, Jacek Tokarski: Rumunia. Bielsko-Biała: Pascal, 2004, s. 309. ISBN 83-7304-380-2.
- Łukasz Galusek, Michał Jurecki: Rumunia. Przestrzeń – sztuka – kultura. Olszanica: Wydawnictwo BoSz, 2008, s. 43–44. ISBN 978-83-7576-038-5.